# Birkigt (Freital)

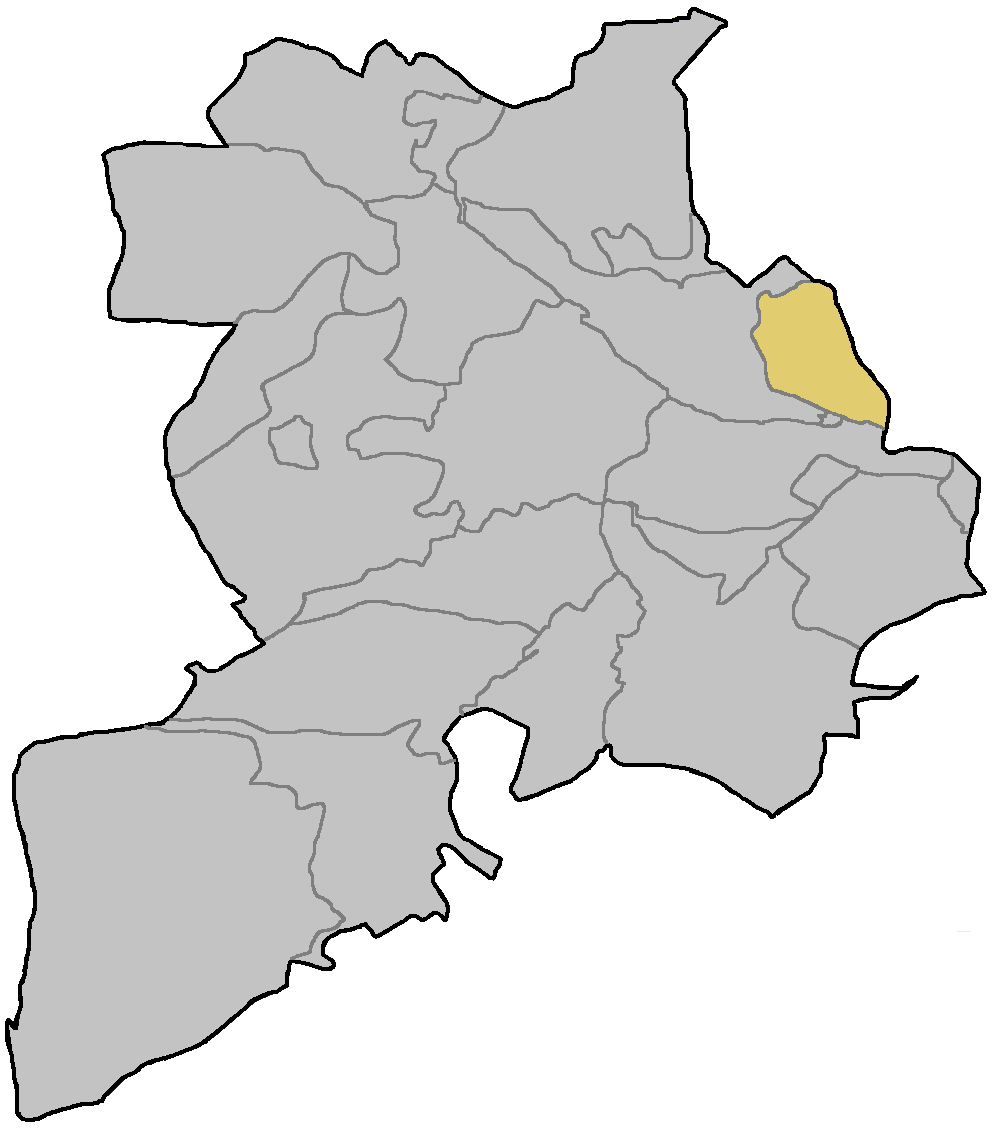
Birkigt

Birkigt is een plaats in de Duitse gemeente Freital, deelstaat Saksen.
Zie verder: Freital (stad).